# Stade Paul-Lignon
Das Stade Paul-Lignon ist ein Mehrzweckstadion in Rodez, Département Aveyron in der französischen Region Okzitanien. Das Stadion wurde kurz nach dem Zweiten Weltkrieg gebaut. Es bietet 5.955 Plätze (4.500 Sitzplätze). Es ist das Heimstadion des Fußballvereins AF Rodez und dem Rugbyclub Stade Rodez Aveyron. 
Erste Erfolge feierte die Rugbymannschaft im Stadion. In den 70er Jahren wurde Stade Rodez Aveyron zweimal Meister der Fédérale 2; der heute vierthöchsten französischen Rugby-Liga. 1987 stieg der AF Rodez in die Division 2 auf und erreichte als Zweitligist 1991 das Halbfinales des Coupe de France. Auf dem Weg dorthin besiegte Rodez die damaligen Erstligisten FC Metz und FC Sochaux. Erst im Halbfinale unterlag man auswärts gegen Olympique Marseille mit 4:1. 
2009 erreichte die Mannschaft als Drittligist das Viertelfinale des Pokals. Im Achtelfinale schlug Rodez Paris Saint-Germain mit 3:1 n. V.; schied dann gegen Stade Rennes aus. Es ist geplant das Stadion zu renovieren und auf 10.000 Plätze zu erweitern.